# Shinyanga
Shinyanga je grad u Tanzaniji, sjedište istoimene regije. Leži na nadmorskoj visini od 1150 m, 140 km jugoistočno od Mwanze. Nalazi se na pruzi Dar-es-Salaam - Kigoma.
Godine 2002. Shinyanga je imala 73.921 stanovnika.